# Zisterzienserinnenkloster Bernstein
Das Zisterzienserinnenkloster Bernstein (polnisch: Pełczyce) war von 1290 bis 1539 ein Kloster der Zisterzienserinnen in Pełczyce, Woiwodschaft Westpommern, Powiat Choszczeński (Kreis Arnswalde) in Polen.

## Geschichte
Albrecht III. von Brandenburg gründete 1290 am Nordende des Pełcz-Sees ein Kloster, das mit Zisterzienserinnen unbekannter Herkunft besiedelt wurde. Die Aufsicht führte Kloster Marienwalde. Markgraf Johann von Küstrin löste es 1539 auf. Im 19. Jahrhundert gingen die Gebäude überwiegend verloren. Lediglich der Westflügel des Klosters blieb erhalten. Das ehemalige Kloster ist Teil der Straße der Zisterzienser. Das Kloster ist nicht zu verwechseln mit dem ehemaligen Franziskaner-Terziarenkloster Bernstein bei Sulz am Neckar.